# Agustín Aranzábal
Agustín Aranzábal Alkorta (Bergara, 15 de março de 1973) é um ex-futebolista espanhol que jogava como lateral-esquerdo.

## Carreira

### Real Sociedad
Conhecido por sua velocidade, jogou a maior parte de sua carreira na Real Sociedad, clube onde também jogou seu pai, José "Gaztelu" Agustín, entre 1966 e 1981.
Inicialmente atuando pelo time B entre 1992 e 1994, foi promovido à equipe principal em 1993. Seu auge foi na temporada 2002-03, quando o time basco foi vice-campeão espanhol, perdendo para o Real Madrid por apenas dois pontos. Em 11 anos pelos Txuri-Urdin, Aranzábal jogou 331 partidas e fez 5 gols.

### Zaragoza e a experiência no futebol semi-profissional
Passou também pelo Zaragoza, mas foram apenas 31 jogos disputados entre 2004 e 2007, não marcando nenhum gol. Encerrou a carreira profissional logo após seu contrato com o Zaragoza ter se encerrado, mas ele voltou aos gramados no ano seguinte, para jogar no Vera, clube da Liga Preferente das Canárias, que estava se reforçando com jogadores veteranos, e onde reencontrou o atacante Javier de Pedro, seu ex-companheiro de Real Sociedad e que também vestiu a camisa dos Txuri-Urdin durante 11 anos. Ele não entrou em campo durante sua curta passagem pela equipe e encerraria novamente a carreira.

### Hong Kong
Em fevereiro de 2010, juntamente com o compatriota Albert Celades, assinou com o Kitchee de Hong Kong para disputar um torneio amistoso. Aranzábal deixou definitivamente os gramados logo após a competição.

## Seleção Espanhola
Pela Seleção Espanhola, Aranzábal disputou 28 jogos pela Fúria, tendo participado da Copa de 1998 e da Eurocopa de 2000, além das Olimpíadas de 1996. Ele também chegou a disputar jogos das eliminatórias para a Copa de 2002 e a Eurocopa de 2004, porém não foi convocado para nenhuma das 2 competições.
Além da Seleção Espanhola, o lateral-esquerdo disputou 8 partidas pela Seleção Basca, pelo mesmo período em que defendeu a Fúria, entre 1995 e 2003.